# República Autónoma Socialista Soviética de Kazajistán
La República Autónoma Socialista Soviética de Kazajistán (en ruso: Казахская Автономная Социалистическая Советская Республика; en kazajo: Қазақ Автономиялы Социалистік Кеңестік Республикасы, romanizado: Qazaq Avtonomiialy Sotsialistık Keñestık Respublikasy) fue una república autónoma de la República Socialista Federativa Soviética de Rusia (RSFS de Rusia), al seno de la Unión Soviética (desde 1922). Existió de 1920 a 1936. Su territorio se corresponde al del actual Kazajistán.
Fue creada el 26 de agosto de 1920, dentro de la RSFS de Rusia, con el nombre de «República Autónoma Socialista Soviética de Kirguistán» por propuesta del diputado Ajmet Baitursynov, quien entonces era el presidente del comité revolucionario del krai kazajo. Se le dio este nombre porque los rusos de las regiones occidentales confundían frecuentemente en aquellos tiempos los kazajos y los kirguises, denominando a los primeros como «kirguises» y a los segundos como «kara-kirguises», respectivamente. Fue renombrada correctamente como «República Autónoma Socialista Soviética de Kazajistán» en 1925, tras la reorganización territorial de Asia Central.
En 1929, la ciudad de Alma-Ata (hoy Almatý) fue designada como capital. La hambruna soviética de 1932-1933 afectó a buena parte de los habitantes de este territorio, causando la muerte de aproximadamente un tercio de la población kazaja (estimada entre 1,3 y 1,5 millones de personas).
El 5 de diciembre de 1936 fue elevada al rango de una república federada de la Unión Soviética; la República Socialista Soviética de Kazajistán.

## Historia
El 26 de agosto de 1920, Vladímir Lenin, presidente del Consejo de Comisarios del Pueblo de la RSFS de Rusia, y Mijaíl Kalinin, presidente del Comité Ejecutivo Central Panruso, firmaron un decreto conjunto de la RSFS de Rusia "Sobre la formación de una República Autónoma Socialista Soviética Kirguisa", según el cual se creó la RASS de Kirguistán, una república autónoma dentro de la RSFS de Rusia para los "kirguises" (kazajos), en los territorios del antiguo Kanato kazajo. El 9 de febrero de 1925, por decisión del Comité Ejecutivo Central, la capital se trasladó de Oremburgo a la ciudad de Ak-Mechet. El 6 de abril de 1925, por decisión del Comité Ejecutivo Central Panruso, la Gobernación de Oremburgo (anteriormente incluida en la RASS Kirguisa) fue retirada de la república autónoma y devuelta a la subordinación directa de la RSFS de Rusia. En el V Congreso de los Sóviets de la República, celebrado el 19 de abril de 1925 en la ciudad de Ak-Mechet, se decidió cambiar el nombre de "República Autónoma Socialista Soviética de Kirguistán" a "República Autónoma Socialista Soviética de Kazajistán", decisión materializada en un decreto del Comité Ejecutivo Central Panruso del 15 de junio de 1925 para describir correctamente a su grupo étnico principal. Ak-Mechet, la ciudad capital de la república autónoma, también fue renombrada como "Kizyl-Orda" el 24 de julio de 1925.
El 24 de octubre de 1927, el vólost de Tok-Suran fue transferido al óblast de Oremburgo. En agosto de 1928, todos los óblasts de la República Socialista Soviética Autónoma de Kazajistán fueron abolidos, y su territorio quedó dividido en 13 distritos. En mayo de 1929, la capital de la república autónoma se trasladó a Alma-Ata. El 20 de julio de 1930, el Óblast Autónomo Karakalpako fue separado de la República Autónoma Socialista Soviética de Kazajistán y subordinado directamente a la RSFS de Rusia. En 1932, todo el territorio a lo largo de la bahía de Kara-Bogaz-Gol, que anteriormente había sido parte de la República Autónoma Socialista Soviética de Kazajistán, fue transferido a la República Autónoma Socialista Soviética del Turquestán. En diciembre de 1934, una sección de territorio en el noroeste de la república autónoma fue transferida a la recién formada Región de Oremburgo .
Tras la adopción de la nueva Constitución de la Unión Soviética el 5 de diciembre de 1936, la RASS de Kazajistán fue elevada al rango de república federada, separándose de la RSFS de Rusia y transformándose en la República Socialista Soviética de Kazajistán.

## Política
La RASS de Kazajistán tenía sus propios órganos de gobierno local, los cuales eran el Congreso de los Sóviets de la RASS de Kazajistán (órgano legislativo) que tenía como organismo permanente al Comité Ejecutivo Central, y el Consejo de Comisarios del Pueblo como órgano ejecutivo, que administraba el presupuesto y autogobierno de la república autónoma dentro de la RSFS de Rusia. Además, existía el Comité Regional de Kazajistán, el organismo local del Partido Comunista de toda la Unión (bolchevique).

## Subdivisión administrativa
Las subdivisiones administrativas de la RASS cambiaron varias veces en su historia. En 1928, las gubérniyas, distritos administrativos heredados de la RASS Kirguisa, fueron eliminados y reemplazados por 13 okrugs y raiones. En 1932, la república se dividió en seis nuevos óblasts más grandes. Estos incluyen:
- Óblast de Aktyubinsk (capital: Aktyubinsk);
- Óblast de Alma-Ata (capital: Alma-Ata);
- Óblast de Kazajistán Oriental (capital: Semipalatinsk);
- Óblast de Karagandá (capital: Petropavlovsk);
- Óblast de Kazajistán Meridional (capital: Shymkent);
- Óblast de Kazajistán Occidental (capital: Uralsk).

El 31 de enero de 1935, se implementó otra división territorial que incluía los seis óblast enumerados anteriormente más un nuevo okrug de Karkaralinsk.

## Economía
La participación de la producción industrial en el producto bruto en 1931 fue del 36,8% (18,4% entre 1927-1928). En 1931, había más de 40 millones de hectáreas de tierra cultivable (de las cuales se utilizó una parte insignificante: 5,6 millones de hectáreas en 1932), 10 millones de hectáreas de campos de heno, 95 millones de hectáreas de pastos y 40 millones de hectáreas de pastos. Al comienzo del Primer Plan Quinquenal, la RASS de Kazajistán proporcionó hasta el 10% de la adquisición de grano (principalmente trigo) en la URSS. En 1932, el 66% de las granjas y el 85,6% de las áreas sembradas en 5,120 granjas colectivas fueron colectivizadas (en 1928, la colectivización cubrió el 4% de las granjas), y se organizaron alrededor de 300 granjas estatales, la mayoría de las cuales eran granjas ganaderas. A principios de 1933 se crearon 75 MTS y 160 MSS (estaciones de heno con máquinas tiradas por caballos) y 5 MSS con tractores.
La longitud de las vías férreas en 1932 era de 5,474 km.

## Geografía
En 1932, la República Autónoma Socialista Soviética de Kazajistán limitaba al oeste con el óblast del Bajo Volga, al noroeste con el óblast del Volga Medio, al norte con el óblast de los Urales, al noreste con el óblast de Siberia Occidental, al sur con la República Autónoma Socialista Soviética de Kirguistán, la RSS de Uzbekistán, la RSS de Turkmenistán y la RSS de Tayikistán, y al sureste con la frontera internacional con China.
La RASS de Kazajistán incluía todo el territorio que componen la actual República de Kazajistán, además de Uzbekistán (la provincia autónoma de Karakalpakia), y algunas partes de Turkmenistán (la costa norte de Kara-Bogaz-Gol) y Rusia (partes de lo que se convertiría en el óblast de Orenburgo). Estos territorios fueron transferidos de la RASS Kazaja durante la década siguiente.

## Demografía
En 1929, cuando el Óblast Autónomo Karakalpako aún formaba parte de la República Autónoma Socialista Soviética de Kazajistán, la superficie de la república era de 2.983.564 km². La superficie, al 15 de noviembre de 1930, tras el traslado del Óblast Autónomo Karakalpako, era de 2.852.619 km². La población al 1 de abril de 1930 (incluyendo el Óblast Autónomo Karakalpako) se estimaba en 7.077,6 mil personas.
El 1 de enero de 1933, la población de la República Autónoma Socialista Soviética de Kazajistán (excluyendo el Óblast Autónomo de Karakalpako) se estimó en 6,796,6 mil personas, incluidos 1,171,0 mil habitantes urbanos (17,2%) y 5,625,6 mil habitantes rurales (82,8%).